# BMW X3
BMW X3 је компактни луксузни кросовер који производи немачка фабрика аутомобила BMW од 2003. године.

## Историјат
Заснован је на основу платформе BMW серије 3. Тренутно се производи трећа генерација. BMW пласира на тржиште кросовер или спортско активно возило као спортски породични СУВ и припада опису из X-серије возила.
Највећи конкуренти су му Мерцедес ГЛК-класе (која је од 2016. године преименована у ГЛЦ-класу), Ауди Q5, Порше макан, Јагуар ф-пејс, Волво XC60, Линколн MKC (преименован у Corsair од 2020), Лексус NX и Ранџ Ровер велар. Позициониран је испод већих X5 и купеа X6, али изнад мањих X1 и X2.

### Прва генерација (E83; 2003–2010)
Прву генерацију X3 модела је BMW дизајнирао заједно са Магном Штајр са седиштем у Грацу. BMW X3 се први пут појавио у септембру 2003. године на сајму аутомобила у Франкфурту, са аутоматиком и погоном на сва четири точка, који се назива xDrive. Систем користи многобројне плоче за квачило да би обезбедило што бољу и сигурнију вожњу. BMW је унапредио модел 2005. године и променио калуп 2007. године мењањем браника, мотора, ентеријера и трапа. Обликована ручица мењача, савршено је позиционирана, а поседовао је и „ај драјв” ротациони прекидач који олакшава управљање бројним системима. Пртљажник има запремину од чак 550 литара, а обарањем задње клупе он се проширује до 1.600 литара. За разлику од већине нових дизела који максимум обртног момента достижу при 2.000 обртаја, BMW-ов дволитраш највећом вучном силом располаже већ при 1.750 обртаја. У практичним условима вожње, такве карактеристике мотора обезбеђују течна убрзања, а током градских услова вожње и ниску потрошњу горива. С обзиром на не баш занемарљиву масу аутомобила, убрзање до сто километара на час траје само 8,5 секунди.

### Друга генерација (F25; 2011–2017)
Друга генерација је представљена на сајму аутомобила у Паризу октобра 2010. године, а за моделску 2011. годину. Производња ове генерације преселила се из Аустрије у BMW-ову фабрику у Греру, у Јужну Каролину, у Сједињене Државе.
F25 је базиран на већи кросовер E53 из серије X5. При лансирању, сви модели су користили погон на све точкове (xDrive). Избор мењача је шестостепени ручни или осмостепени ZF 8HP аутоматски мењач. Емисијски стандард за све моторе је Euro 5. Модели са задњим погоном (sDrive) додат је на асортиман на неким тржиштима 2012. године. Двомилионити примерак је направљен у BMWUSM-у, у Јужној Каролини у црвеној металик боји X3 xDrive35i и M Sport пакет опреме.
Рестајлинг је урађен 2014. године, за моделску 2015. годину. Измене укључују нове модификоване двоструке кружне фарове (опционални лед фарови), редизајнирану решетку бубрега, нове предње и задње бранике и спољна огледала са интегрисаним показивачима правца; централна конзола са опционим аутоматским системом за контролу климе у сјајном црном панелу, нови држачи за чаше са клизним поклопцем за средишњу конзолу, нове боје спољашњости, дизајн пресвлака, унутрашње облоге и траке од лаких легура; нови пакет опреме xLine, опциони паметни отварач за аутоматска врата пртљажника. Возило је представљено на Међународном сајму аутомобила у Женеви 2014. године, а потом и на салону аутомобила у Њујорку исте године.

### Трећа генерација (G01; 2018–)
Трећа генерација кодног назива G01 je представљена у јуну 2017. године, у фабрици у Спартанбургу, у Сједињеним Државама. X3 G01 је већи него раније и дизајнерски је еволуирао од претходника. Дизајнирао га је аустралијски дизајнер Калвин Лук. Предњи део украшава нова, већа маска, док су фарови сада нешто мањи и раздвојени су од решетке хладњака. Потпуно је промењен и облик браника који има веће отворе за ваздух него раније, док су стари фарови за маглу кружног облика уступили место новим, тракастим светлима. Позади има већа лед стоп светла, другачија врата пртљажника и браник, а уместо једне ту су сада две, симетрично постављене издувне цеви кружног пресека. Разлике у унутрашњости возила у односу на претходну генерацију су још приметније. Промењен је дизајн волана, инструмент табле и вентилационих отвора, а потпуно је измењена централна конзола која изгледа знатно модерније са новим командама клима уређаја и новим екраном мултимедијалног система који више није уграђен у командну таблу већ је издвојен на врху средишње конзоле.
BMW G01 кросовер је усвојио хибридну технологију плаг-ин, доступан је у два 2.0 литарска дизел мотора (познат под називом Б47) и 3.0 дизел нове генерације (Б57), и бензинска верзија (Б58) са турбопуњачем редни шестоцилиндрични запремине од 2.998 кубика.

## Продаја
У 2005. BMW је продао 20% више X3 него 2004, достижући продају од 110.700 возила. Од 18. јуна 2008. године, 500.000 X3 је произведено у Грацу.
| Година | Укупна производња | Продаја у САД |
| ------ | ----------------- | ------------- |
| 2004   | 92,248            | 34,604        |
| 2005   | 110,719           | 30,769        |
| 2006   | 114,000           | 31,291        |
| 2007   | 111,879           | 28,058        |
| 2008   | 84,440            | 17,622        |
| 2009   | 55,634            | 6,067         |
| 2010   | 46,004            | 6,075         |
| 2011   | 117,944           | 27,793        |
| 2012   | 149,853           | 35,173        |
| 2013   | 157,303           | 30,623        |
| 2014   | 150,915           | 33,824        |
| 2015   | 137,810           | 31,924        |
| 2016   | 157,017           | 44,196        |
| 2017   | 146,395           | 40,691        |
| 2018   | 201,637           | 61,351        |
| 2019   | 316,883           | 70,110        |
| 2020   | 292,328           | 59,777        |
| 2021   | N/A               | 75,858        |
| 2022   | N/A               | 65,799        |